# Artigues, Ariège
Artigues är en kommun i departementet Ariège i regionen Occitanien i södra Frankrike. Kommunen ligger  i kantonen Quérigut som ligger i arrondissementet Foix. År 2022 hade Artigues 32 invånare.

## Befolkningsutveckling
Antalet invånare i kommunen Artigues
Referens: INSEE